# کلیسای آتلانتیدا

## کلیسای آتلانتیدا - کریستو اوبررو
الادیو دیستیه، آتلانتیدا - اروگوئه 1958-1960
کلیسای آتلانتیدا  را می‌توان به عنوان اولین طراحی مهم دیسته معرفی کرد. ساخت این طرح در سال 1952 و با قرار داد ساخت یک گنبد در دهکده کوچک آتلانتیدا  آغاز شد. اهالی این دهکده را عمدتا ً کشاورزان و کارگران تشکیل می‌دهند. از این رو در طرح این ساختمان، دیسته از روش به کارگیری مصالح مسلح بهره جست. تکنیکی که در آن زمان مطرح نبود و چندان مورد استفاده قرار نمی‌گرفت. با استفاده از این تکنیک، او توانست فرم‌های متنو زیادی را با شجاعت تمام مورد استفاده قرار دهد. به عقیده او ابداع و ابتکار جزء لاینفک طراحی است. با این تفکر دیسته توانست در طرح این مجموعه دهانه‌های بسیار بزرگی را با استفاده از آجر و سیستم سازه‌ای پوسته نازک بپوشاند.
پلان این مجموعه در طبقه همکف، مستطیل  ساده‌ای است که در محیط آن دیوارهای مواج متعددی قرار دارد که دارای بیشترین انحنایی هستند که ممکن است با توجه به دهانه شان داشته باشند. این دیوارهای نازک و ایستا، قوس‌های سهموی هذلولی سقف را به کمک میله‌هایی که درون دیوارها قرار گرفته اند، نگه می‌دارند. این سیستم سازه‌ای پیچیده در محل اتصال به زمین به شکلی ساده تبدیل می‌شود. او با استفاده از این فرم توانست فضایی یکپارچه و بدون هیچگونه دیوار یا ستون در داخل کلیسا به وجود آورد. نور نیز که از الزامات طراحی کلیساها به‌شمار می‌رود با استفاده از شیشه‌های مات در دیوار انتهایی رواق اصلی تأمین شده‌است و بنحو چشمگیری بر کیفت فضای داخلی کلیسا افزوده است.

دیسته برای ساخت پوسته این کلیسا اساساً از مصالح طبیعی محلی بهره گرفت، چرا که این گونه مصالح بیشتر با روحیات طبقه کشاورز همخوانی داشت. در سازه این مجموعه، از تاق‌های سهموی–هذلولی به عنوان سقف استفاده شده‌است . این تاق‌ها به سادگی روی دیوارها می نشینند و بدین ترتیب مجموعه‌ای متشکل از سطوح مواج قائم، به عنوان دیوارهای بنا و سطوح افقی، به عنوان سقف، به وجود می‌آید. فرم کلی بنا از روی مقاطع عرضی آن قابل تشخیص بوده  عموماً ً نزدیک به شکل نمودار گشتاور خمشی کل سازه است. اتصال افقی دیوارها به وسیله یک تیر کششی که در محیط کل ساختمان امتداد یافته  تأمین می‌شود. این تیر کششی در انتهای سازه به یک تیر کناری که بر روی دبوارها قرار گرفته متصل می‌شود. تیر کناری از همان انحنای دیوارها تبعیت می‌کند و نقاط تقاطع با تیر کششی عریض تر می‌شود.

اگرچه فرم این مجموعه کاملاً ً بر سیستم سازه‌ای آن منطبق است، اشتباه است آن را فرمی تماما ً سازه‌ای بدانیم. چرا که در نقاطی نظیر محل اتصال سقف و دیوارها، اگرچه سازه مهم بوده، اما ترکیب دو نوع سیستم یعنی استفاده سنتی از تاق‌های آجری با سیستم پوسته‌ای سقف مهارتی دو چندان در طراحی معماری را طلب می‌کند. در واقع دیسته با این طراحی، سیستم سازه‌ای را کاملاً ً در معرض دید قرار داده و در نتیجه نیازی به استفاده از کتیبه یا قرنیز جهت پنهان ساختن اتصالات نامناسب سقف و دیوارها نبوده‌است. بدین ترتیب و به مدد استفاده مناسب از مصالح بومی با اتصالات ساده و در معرض دید، مجموعه‌ای طراحی شده‌است که علاوه بر سادگی و زیبایی با مردم ساکن منطقه بیگانه نیست.